# Panni sporchi
Pour plus de détails, voir Fiche technique et Distribution.
Panni sporchi est un film italien réalisé par Mario Monicelli et sorti en 1999.
Le film a été présenté en compétition au Festival international du film de Moscou.

## Synopsis
La famille Razzi a une société qui produit des bonbons digestifs à base de chicorée, appelés «cialda». Furio, le mari de Cinzia Razzi, est à la tête de la société mais son beau-père Amedeo souhaite le remplacer par son neveu Camillo, orphelin de son père. 

## Fiche technique
- Titre anglais : Dirty linen
- Réalisation : Mario Monicelli
- Scénario : Suso Cecchi D'Amico, Masolino D'Amico, Margherita D'Amico, Mario Monicelli
- Photographie : Stefano Coletta
- Musique : Luis Bacalov
- Montage : Bruno Sarandrea
- Durée : 110 minutes
- Dates de sortie: 
  - 29 janvier 1999 ( Italie)

## Distribution
- Paolo Bonacelli : Amedeo
- Marina Confalone : Lina
- Alessandro Haber : Genesio
- Benedetta Mazzini : Giada
- Mariangela Melato : Cinzia
- Gianni Morandi : lui-même
- Ornella Muti : Bruna
- Michele Placido : Furio Cimin
- Gigi Proietti : Prof. Rodolfo Melchiorri
- Pia Velsi : Isolina
- Kassandra Voyagis : Fiore